# Великий Двор (Нестеровское сельское поселение)
Вели́кий Двор — село в Сокольском районе Вологодской области.
Входит в состав Нестеровского сельского поселения (с 1 января 2006 года по 13 апреля 2009 года было центром Кокошиловского сельского поселения), с точки зрения административно-территориального деления — центр Кокошиловского сельсовета.
Расстояние до районного центра Сокола по автодороге — 43 км, до центра муниципального образования Нестерова по прямой — 6 км. Ближайшие населённые пункты — Рылово, Кромино, Середнее, Труфаново.
По переписи 2002 года население — 160 человек (77 мужчин, 83 женщины). Преобладающая национальность — русские (90 %).